# Live at Maybeck Recital Hall, Volume Twelve
Live at Maybeck Recital Hall, Volume Twelve ist ein Jazzalbum von Barry Harris. Die am 12. März 1990 in der Maybeck Recital Hall, Berkeley, entstandenen Aufnahmen erschienen 1991 auf Concord Records.

## Hintergrund
Der Pianist Barry Harris hatte im Laufe seiner Karriere, beginnend mit Listen to Barry Harris ... Solo Piano (Riverside, 1961) eine Reihe von Soloalben eingespielt, zuletzt 1979 The Bird of Red and Gold für Xanadu Records. 1990 bekam er Gelegenheit, ein Solokonzert in der dem Pianisten Dick Whittington gehörenden Maybeck Recital Hall in Berkeley zu spielen, das Concord mitschnitt. Es wurde in der Reihe Maybeck Recital Hall Series veröffentlicht, in der zuvor auch Soloalben von Pianisten wie Joanne Brackeen, Dave McKenna, Dick Hyman, Marian McPartland, Kenny Barron und Roger Kellaway erschienen waren.
Harris spielte ausschließlich Fremdkompositionen, neben bekannten Jazzstandards, zwei Titeln von Bud Powell und Charlie Parker auch ein Medley, bestehend aus „It Never Entered My Mind“ und den Themen von The Flintstones und „I Love Lucy“, der Titelsong der amerikanischen Sitcom I Love Lucy aus den 1950er-Jahren. Nummern wie „All God’s Chillun Got Rhythm“ und „Cherokee“ sollten an das Repertoire seiner Vorgänger Thelonious Monk, Bud Powell und Art Tatum erinnern. Das Konzert endete mit einer Nummer von 1931, „Would You Like to Talk a Walk?“, die zuerst von Fred Rich, Ben Selvin, Dick Robertson und Annette Hanshaw aufgenommen wurde.

## Titelliste
- Barry Harris: Live at Maybeck Recital Hall Volume Twelve (Concord Jazz CCD-4476)[1]

1. It Could Happen to You (Jimmy Van Heusen, Johnny Burke) 8:00
2. All God's Chillun Got Rhythm (Bronislaw Kaper, Gus Kahn, Walter Jurmann) 4:24
3. I’ll Keep Loving You (Bud Powell) 6:23
4. She (George Shearing) 3:58
5. Cherokee (Ray Noble) 4:12
6. Gone Again (Curley Hamner, Curtis Lewis, Gladys Hampton)
7. Lucky Day (Buddy DeSylva, Lew Brown, Ray Henderson) 3:07
8. Medley: It Never Entered My Mind (Rodgers & Hart), (Meet the) Flintstones (William Hanna & Joseph Barbera, Hoyt Curtin), I Love Lucy (Eliot Daniel, Harold Adamson) (8:10)
9. Parker's Mood (Charlie Parker) 4:29
10. Would You Like to Talk a Walk? (Billy Rose, Harry Warren, Mort Dixon) 2:48

## Rezeption
Scott Yanow verlieh dem Album in Allmusic vier Sterne und schrieb, Barry Harris gelte seit langem als der perfekte Bebop-Pianist. In diesem Solo-Konzert zolle er Bud Powell und Thelonious Monk sowie Art Tatum Tribut, nicht so sehr in ihren Kompositionen (obwohl er Buds „I'll Keep Loving You“ dargeboten habe), sondern in Aspekten ihrer Stilistik, die er in seine eigene musikalische Persönlichkeit aufgenommen hat.
Brian Priestley, der das Album im Rough Guide Jazz hervorhob, lobte Harris’ bewegendes Balladenspiel in „I’ll Keep Loving You“ und Charlie Parkers „Parker’s Mood“. Nach Ansicht von Richard Cook und Brian Morton, die das Album in The Penguin Guide to Jazz mit vier Sternen bewerteten, sei das Soloalbum ein beispielhafter Bericht über seinen Status im Kanon des Bebop-Pianos. Harris „findet genau das richtige Tempo und Programm: ein gemächlicher, aber nicht nachlässiger Rundgang durch Bop und die Zeit danach.“